# Foreign Military Sales

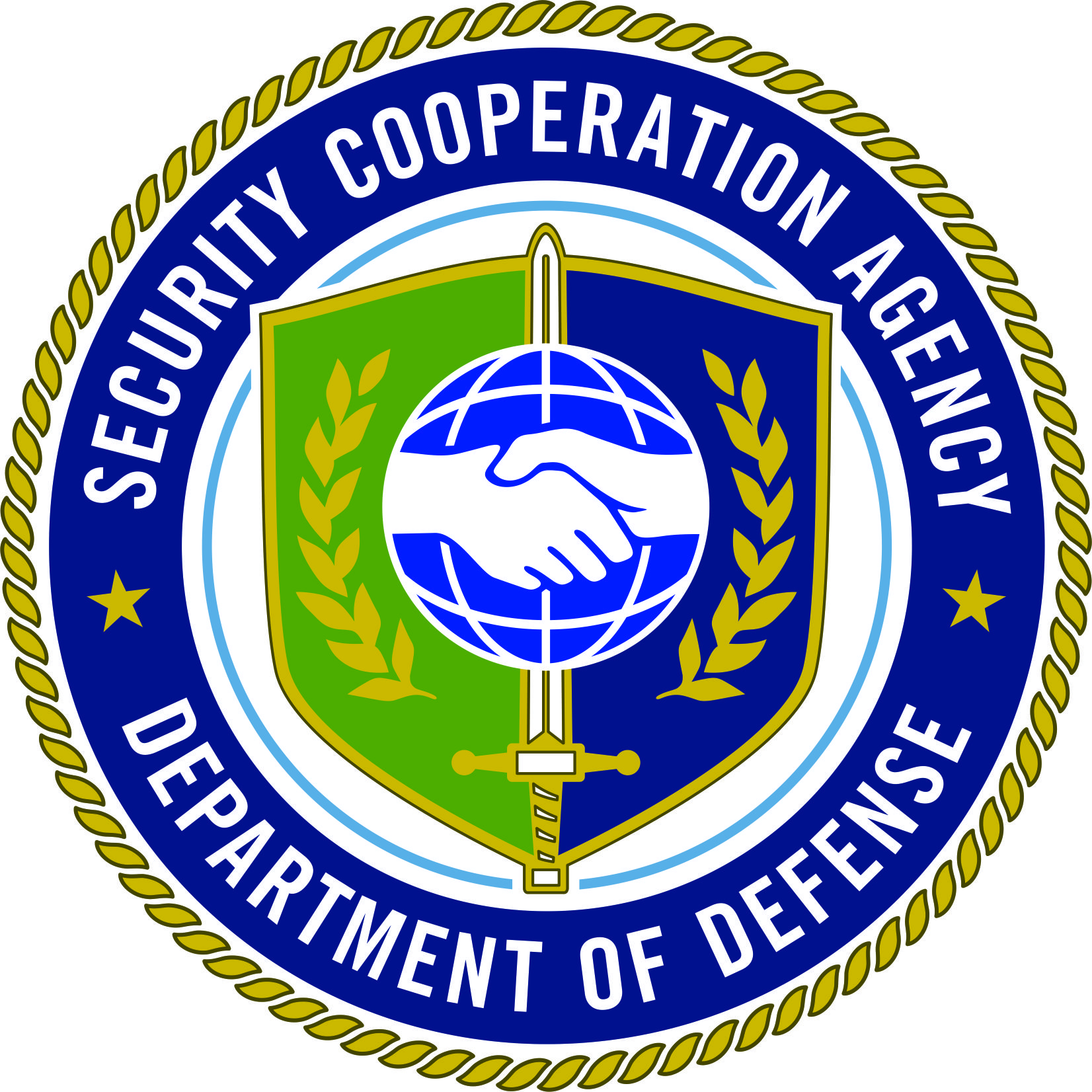
Distintivo da Agência de Cooperação de Segurança e Defesa (Defense Security Cooperation Agency)

O programa de vendas militares estrangeiras, Foreign Military Sales (FMS) em inglês, é uma forma de assistência de segurança autorizada pela Lei de Controle de Exportação de Armas (AECA), conforme alterada (22 U.S.C. 2751, et. seq.) e considerado uma ferramenta fundamental da política externa dos Estados Unidos.

## Diretivas do programa
De acordo com a Seção 3 da AECA, os Estados Unidos podem vender artigos e serviços de defesa a países estrangeiros e organizações internacionais, quando o presidente constatar formalmente que isso fortalecerá a segurança dos Estados Unidos e promoverá a paz mundial.
O Secretário de Estado determina quais países poderão ter programas e o Secretário de Defesa executa o programa.
O programa do Departamento de Defesa dos Estados Unidos, Foreign Military Sales (FMS), facilita as vendas de armas, equipamentos de defesa, defesa, serviços e treinamento militar dos Estados Unidos a governos estrangeiros. O comprador não lida diretamente com o contratante de defesa; em vez disso, a Agência de Cooperação de Segurança e Defesa (Defense Security Cooperation Agency) serve como um intermediário, geralmente na manipulação de aprovisionamento, logística e entrega e, muitas vezes, fornecendo suporte técnico, treinamento e construção de infraestruturas (tais como hangares, pistas de aeroportos, utilitários, etc.). A Agência de Gerenciamento de Contratos de Defesa (Defense Contract Management Agency) , muitas vezes, aceita equipamento do FMS em nome do governo americano.
Sob o FMS, o governo dos Estados Unidos e um governo estrangeiro entram em um acordo de governo a governo chamado Carta de Oferta e Aceitação, Letter of Offer and Acceptance (LOA) em inglês. O FMS é baseado em países sendo autorizados a participar, "cases" (espécie de contrato) como o mecanismo para adquirir serviços, e um depósito em um fundo de investimento ou de crédito apropriado e aprovação para financiar serviços.
A alguns programas de FMS Força Aérea dos Estados Unidos são atribuídos códigos de duas palavras com a palavra PEACE, indicando fiscalização por parte da USAF. A segunda palavra nestes codinomes é, muitas vezes, escolhida para refletir algumas facetas do cliente, tais como o MARBLE para Israel ou ÔNIX para a Turquia. Codinomes aparecem em letras maiúsculas.
Nenhuma nação parceira conseguiu aplicar um cronograma rigoroso de cláusulas em um programa FMS junto ao governo dos Estados Unidos.[carece de fontes?]

## Letter of Offer and Acceptance - LOA(Carta de Oferta e Aceitação)
As Cartas de Oferta e Aceitação (LOA) tomam três formas:
- Compra Definida (Defined Order). Certos artigos e serviços podem ser fornecidos apenas em LOAs de compra definida, que oferecem itens a um preço e disponibilidade estimados individualmente. A LOA de compra definida requer que o item ou serviço seja solicitado em uma Carta de Requisição (Letter of Request - LOR), para que uma LOA seja desenvolvida e implementada, e que a contratação normal seja concluída antes do envio de artigos ou serviços.
- Pedido tipo cobertor (Blanket Order). A maioria das peças de reparação e serviços de rotina podem ser oferecidos sob LOAs de ordem geral. Essas LOAs incluem uma gama de itens ou serviços até um valor em dólares específico. Uma vez estabelecido, a LOA da ordem geral exige apenas o processamento de um pedido e a contratação do item ou serviço, reduzindo assim o tempo necessário para o processamento administrativo.
- Acordo Cooperativo de Suporte de Suprimentos de Logística (Cooperative Logistics Supply Support Arrangement (CLSSA)). Sob o CLSSA, o comprador possui uma parcela do canal de logística dos Estados Unidos para suporte de itens finais especificados. Isso permite o fornecimento de peças de reparo sem aguardar a conclusão do ciclo de aquisição. As CLSSAs são normalmente estabelecidas para países com sistemas logísticos bem desenvolvidos e com maiores quantidades de itens finais a serem suportados.

Os artigos de defesa, incluindo os principais sistemas de defesa, subsistemas, equipamentos de suporte, peças de reparo e publicações são fornecidos sob Cooperação de Segurança. Os serviços, incluindo o treinamento em escolas militares dos Estados Unidos ou através de equipes móveis de treinamento, construção, engenharia, administração de contratos, gerenciamento de programas, suporte técnico e reparo também são fornecidos. Devido ao interesse em incentivar a padronização e a interoperabilidade entre os países com os Estados Unidos, o FMS normalmente envolve a transferência desses itens que foram colocados com forças dos Estados Unidos. Embora disponíveis através do FMS, artigos ou serviços não padronizados são normalmente adquiridos comercialmente.
Sob certas condições, estão disponíveis programas cooperativos, como a co-produção e a co-montagem no âmbito de acordos internacionais, serviços de assistência técnica, dados técnicos e arrendamentos de itens de defesa.

### Fundos
O programa pode ser financiado tanto por fundos nacionais do país como fundos do governo dos Estados Unidos.

## Notificação do Congresso Americano
A Lei de Controle de Exportação de Armas dos Estados Unidos, Sec 36, exige notificação do Congresso para as vendas da FMS ou vendas comerciais diretas (Direct Commercial Sales - DCS) que se espera que atinjam ou excedam:
- para os países membros da Organização do Tratado do Atlântico Norte, Coreia do Sul, Austrália, Japão, Israel e Nova Zelândia: equipamentos de defesa principais (major defense equipments - MDE) de 25 milhões de dólares ou mais; quaisquer artigos ou serviços de defesa de 100 milhões de dólares ou mais; ou serviços de design e construção de 300 milhões de dólares ou mais.

- para todos os outros países: MDE de 14 milhões de dólares ou mais; quaisquer artigos e serviços de defesa de 50 milhões de dólares ou mais; ou serviços de design e construção de 200 milhões de dólares ou mais.

Para os países e organizações membros da Organização do Tratado do Atlântico Norte, Coreia do Sul, Austrália, Japão, Israel e Nova Zelândia, há um período de notificação legal de 15 dias.
Para todos os outros países, há um período de notificação legal de 30 dias.

## Valores de vendas
Entre 1950 e 2021, as vendas militares estrangeiras alcançaram um total de US$ 943.323.977.101,00 destacando-se os seguintes países (em dólares americanos):.
- 17,156 bilhões para o Afeganistão;
- 20,076 bilhões para a Alemanha;
- 174,431 bilhões para a Arábia Saudita;
- 39,351 bilhões  para a Austrália;
- 2,497 bilhões para o Brasil;
- 14,167 bilhões para o Canadá;
- 43,450 bilhões para a Coréia do Sul;
- 41,892 bilhões para o Egito;
- 16,343 bilhões para a Grécia;
- 49,131 bilhões para Israel;
- 48,937 bilhões para o Japão;
- 47,590 bilhões para Taiwan;
- 1,980 bilhões para a Ucrânia.

## Uso pelas Forças Armadas Brasileiras
No Brasil, a aquisição de sistemas de defesa pelo Foreign Military Sales foi estabelecida pelo Acordo por Troca de Notas, entre o Governo da República Federativa do Brasil e o Governo dos Estados Unidos da América para o Fornecimento de Material de Defesa Norte-Americano, celebrado em Washington, em 2 de junho de 2000, pelo chanceler Luiz Felipe Lampreia, Ministro de Estado das Relações Exteriores do Brasil, sendo referendado pelo Congresso Brasileiro em 10 de outubro de 2000, pelo DECRETO LEGISLATIVO Nº 181.
Em 1 de junho de 2001, o Presidente da República Fernando Henrique Cardoso baixou o Decreto nº 3.831, de 1 de junho de 2001, visando a regular o assunto no âmbito do Poder Executivo.
A Lei de Licitações e Contratos (lei 8.666 de de 21 de junho de 1993) prevê em seu artigo 123, que nas licitações e contratações administrativas, as repartições sediadas no exterior observarão as peculiaridades locais e os princípios básicos da Lei, na forma de regulamentação específica, o que dá suporte legal às aquisições efetuadas por intermédio do FMS, dentro da peculiaridade da lei local dos EUA (Lei de Controle de Exportação de Armas - AECA). A Lei 8.666/1993 prevê ainda em seu artigo 24, inciso XIV, que é dispensável a licitação para a aquisição de bens ou serviços nos termos de acordo internacional específico aprovado pelo Congresso Nacional, quando as condições ofertadas forem manifestamente vantajosas para o Poder Público. Portanto, podem as Forças Armadas brasileiras realizar a contratação direta do FMS por dispensa de licitação, por haver um acordo internacional, aprovado pelo Congresso brasileiro

## Monitoração de Uso Final (End-Use Monitoring - EUM)
A Lei de Controle de Exportação de Armas (AECA) exige que o governo dos EUA (USG) conduza o Monitoramento de Uso Final (EUM) para garantir que os usuários finais estrangeiros estejam cumprindo os requisitos acordados por parceiros estrangeiros por meio de transferências de governo para governo ou impostos pelo governo dos EUA para transferências de venda comercial direta (DCS) com relação ao uso, transferências e segurança de artigos de defesa e serviços de defesa e tais artigos e serviços são usados apenas para os fins para os quais foram fornecidos. O USG EUM pode incluir inspeções programadas, inventários físicos, consultas gerais e revisões de registros de prestação de contas pelo governo dos EUA. O uso final de artigos de defesa originários dos EUA também deve estar de acordo com a lei internacional e consistente com quaisquer acordos ou licenças sob os quais tais artigos tenham sido transferidos. Os Estados Unidos continuam comprometidos em acelerar, quando possível, as transferências de defesa para aliados e parceiros dos EUA, ao mesmo tempo em que buscam impedir o acesso não autorizado a tecnologias de defesa de origem americana por atores estatais e não estatais hostis.

### ProgramaGolden Sentry End-Use Monitoring
O programa Golden Sentry End-Use Monitoring (EUM) - em português monitoramento de uso final - é projetado para verificar se os artigos ou serviços de defesa transferidos pelo Governo dos Estados Unidos (USG) para destinatários estrangeiros estão sendo usados de acordo com os termos e condições do contrato de transferência ou outro contrato aplicável. De acordo com a Seção 505 da Lei de Assistência Externa (FAA) (22 USC 2314), conforme alterada, e a Seção 3 (22 USC 2753) e a Seção 4 (22 USC 2754) da Lei de Controle de Exportação de Armas, e conforme refletido na os Termos e Condições Padrão da Carta de Oferta e Aceitação (LOA), os destinatários devem concordar:
- usar artigos, treinamento e serviços de defesa fornecidos pelos EUA apenas para a finalidade pretendida;
- não transferir a titularidade ou posse de qualquer artigo de defesa ou treinamento relacionado a qualquer pessoa que não seja um oficial, funcionário ou agente daquele país ou do USG sem o consentimento prévio por escrito do USG;
- manter a segurança de qualquer artigo substancialmente com o mesmo grau de proteção conferido pelo USG; e
- permitir a observação e revisão e fornecer as informações necessárias para representantes do USG com relação ao uso de tais artigos.

O monitoramento de uso final EUM fornece supervisão do Governo dos Estados Unidos da América para garantir que essas condições sejam atendidas.

### ProgramaBlue Lantern-EUMpara Vendas Comerciais Diretas
A Diretoria de Controles Comerciais de Defesa do Departamento de Estado (Department of State’s Directorate of Defense Trade Controls) implementa o monitoramento de uso final para artigos de defesa transferidos por meio de vendas comerciais diretas (Direct Commercial Sales, abreviado comumente por DCS) por meio do programa Blue Lantern. O programa Blue Lantern atinge vários objetivos:
- promover a compreensão dos controles de comércio de defesa dos EUA por seus parceiros estrangeiros;
- construir confiança mútua entre o governo dos EUA, o governo parceiro e a indústria nas relações comerciais de defesa e na cadeia de abastecimento;
- mitigar o risco de desvio e uso não autorizado de artigos de defesa dos EUA;
- combate ao tráfico de armas cinzentas; e
- descobrir violações da Lei de Controle de Exportação de Armas (AECA).

A cooperação com o monitoramento de uso final do Blue Lantern pode facilitar ainda mais a transferência de artigos de defesa dos EUA mais confidenciais para parceiros comerciais de defesa no futuro. A falta de cooperação pode resultar em maior escrutínio ou restrições às exportações futuras.
Sob o programa Blue Lantern, o PM Bureau (Escritório Político Militar) e o pessoal das Embaixadas dos EUA em todo o mundo conduzem verificações de pré-licença, pós-licença / pré-embarque e pós-embarque para verificar a boa-fé de consignatários e usuários finais estrangeiros e confirmar a legitimidade das propostas transações. As verificações do Blue Lantern não são investigações de aplicação da lei; em vez disso, eleas, na medida do possível, fornecem garantia razoável de que: 
- o destinatário está cumprindo os requisitos impostos pelo governo dos Estados Unidos com relação ao uso, transferência e segurança de artigos de defesa e serviços de defesa; e
- tais artigos e serviços estão sendo usados para os fins para os quais foram fornecidos.

As checagens do programa Blue Lantern podem incluir entrevistas com partes estrangeiras, inspeções visuais de estoques e controles de segurança física e confirmação de governos estrangeiros de que as entidades sujeitas à verificação estão em dia. O relatório anual de monitoramento de uso final do Departamento de Estado fornece informações sobre as verificações do programa Blue Lantern iniciadas e encerradas por região.